# Gongylidium
Gongylidium is een geslacht van spinnen uit de familie hangmatspinnen (Linyphiidae).

## Soorten
De volgende soorten zijn bij het geslacht ingedeeld:
- Gongylidium baltoroi (Caporiacco, 1935)
- Gongylidium gebhardti (Kolosváry, 1934)
- Gongylidium rufipes (Linnaeus, 1758)
- Gongylidium rugulosum (Song & Li, 2010)
- Gongylidium soror (Thaler, 1993)